# Nova Vîjva, Stara Vîjivka
Nova Vîjva (în ucraineană Нова Вижва) este localitatea de reședință a comunei Nova Vîjva din raionul Stara Vîjivka, regiunea Volînia, Ucraina.

## Demografie
Componența lingvistică a localității Nova Vîjva
     Ucraineană (99,84%)
     Alte limbi (0,16%)
Conform recensământului din 2001, majoritatea populației localității Nova Vîjva era vorbitoare de ucraineană (99,84%), existând în minoritate și vorbitori de alte limbi.